# Raquel Welch

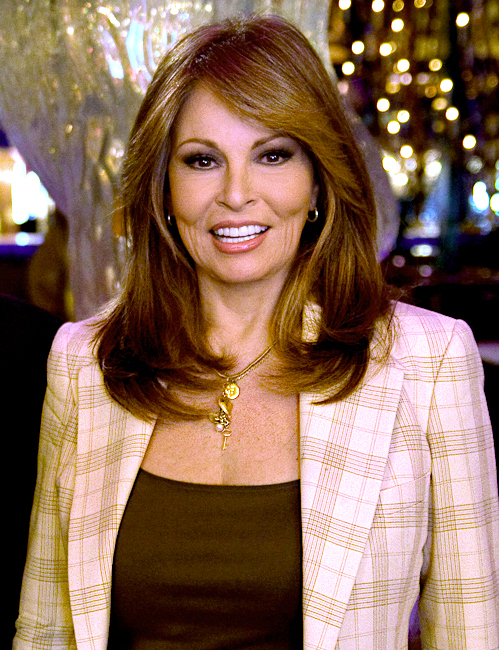
Raquel Welch, 2010

Raquel Welch (eigentlich Jo Raquel Tejada; * 5. September 1940 in Chicago, Illinois; † 15. Februar 2023 in Los Angeles, Kalifornien) war eine US-amerikanische Schauspielerin. Sie war in den 1960er und 1970er Jahren eines der großen Sexsymbole des europäischen und US-amerikanischen Kinos.

## Leben und Karriere

### Frühes Leben und Anfänge
Raquel Welch war das älteste von drei Kindern von Armando Carlos Tejada Urquizo, eines bolivianischen Ingenieurs, und dessen Frau Josephine Sarah Hall und wuchs in Kalifornien auf. Sie war eine Cousine von Lidia Gueiler Tejada, die von 1979 bis 1980 Staatspräsidentin von Bolivien war. Nach dem Besuch der High School nahm sie Ballettunterricht. 1954 gewann sie einen Schönheitswettbewerb. Nachdem sie 1958 die High School abgeschlossen hatte, begann sie mit einem Theater-Stipendium ein Studium am San Diego State College, das sie allerdings nach ihrer Heirat abbrach.
Raquel Welch war zunächst Fotomodell und für kurze Zeit auch Wettermoderatorin im Lokalfernsehen. Nach der Trennung von ihrem ersten Ehemann zog die alleinerziehende Mutter im Jahr 1963 mit nur 200 Dollar und ohne Auto nach Los Angeles.

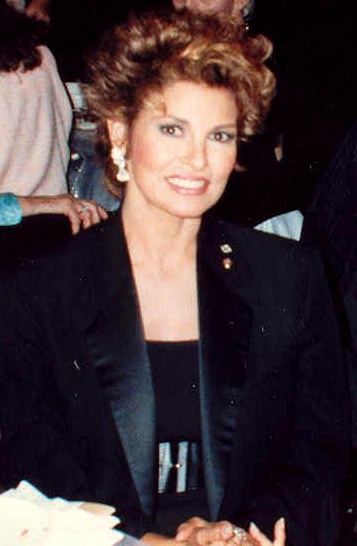
Raquel Welch bei der Emmy-Verleihung 1987

### Filmkarriere
In Hollywood wurde sie bald von dem Presseagenten Patrick Curtis entdeckt. Er gründete mit ihr zusammen die Firma Curtwell Enterprises. Der Agent übernahm ihre Vermarktung und verschaffte ihr einen Filmvertrag bei 20th Century Fox. 1964 bekam sie eine erste kleine Rolle in dem Musikfilm König der heißen Rhythmen mit Elvis Presley. Im Jahr 1966 erlangte Welch weltweite Popularität durch den Film Eine Million Jahre vor unserer Zeit, in dem sie in einem knappen Fell-Bikini auftrat.

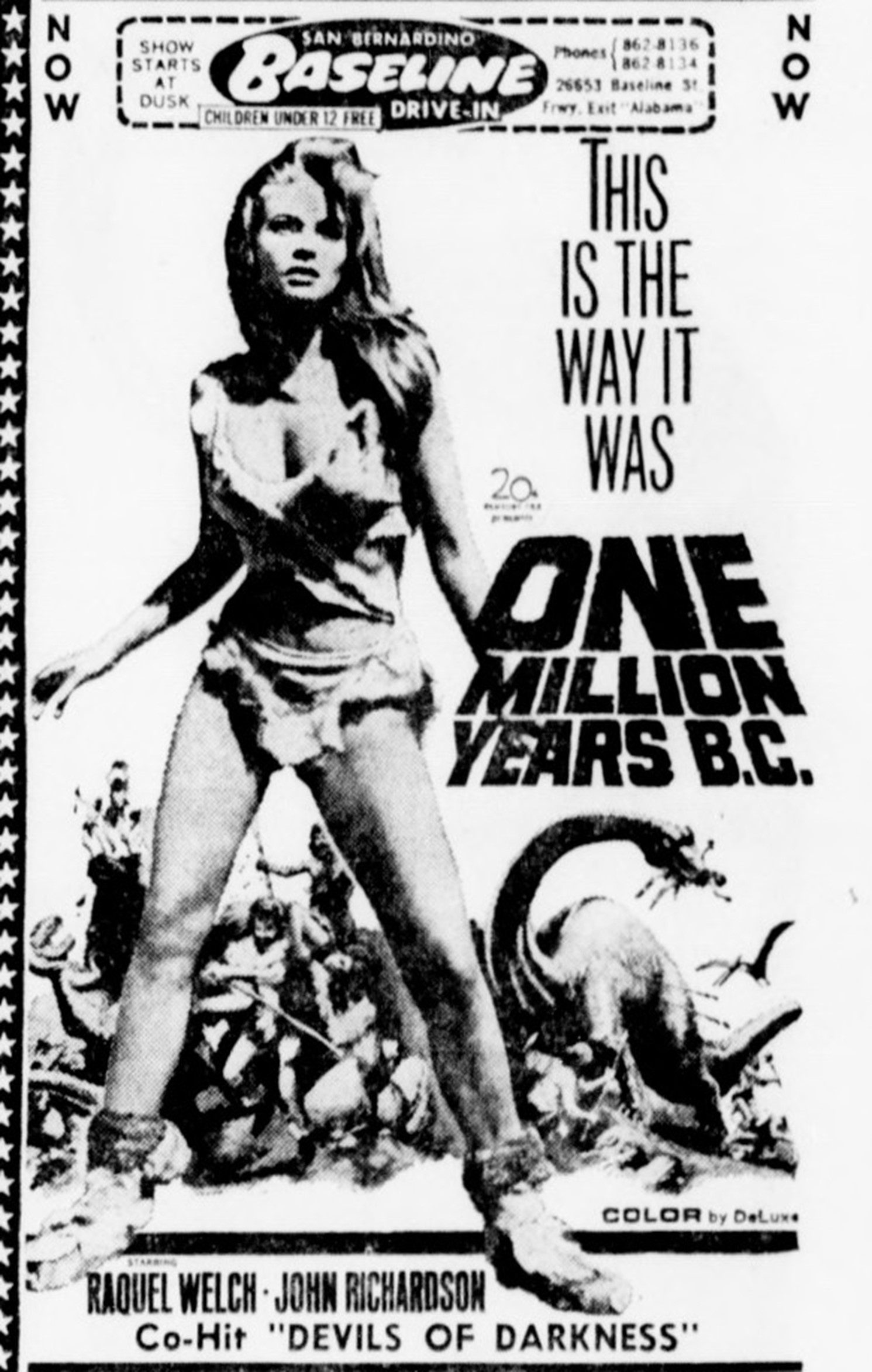
Baseline Drive-In-Theaterwerbung für den Abenteuer-Fantasy-Film One Million Years B.C., 28. Juli 1967

Raquel Welch war in den 1960er und 1970er Jahren in über 30 Produktionen zu sehen. Bekannte Hauptrollen hatte sie unter anderem in dem Science-Fiction-Film Die phantastische Reise (1966), als Transfrau in der Filmsatire Myra Breckinridge – Mann oder Frau? (1970), in der Kriminalkomödie Auf leisen Sohlen kommt der Tod (1972) neben Burt Reynolds oder in dem Mantel-und-Degen-Film Die drei Musketiere (1973) an der Seite von Oliver Reed, Richard Chamberlain und Michael York. Häufiger stand sie auch für Westernfilme vor der Kamera, so in Bandolero (1968) neben James Stewart und Dean Martin, in 100 Gewehre (1969) an der Seite von Jim Brown und Burt Reynolds sowie in dem in Großbritannien produzierten Western In einem Sattel mit dem Tod (1971) unter Regie von Burt Kennedy. Sie drehte auch weitere Filme in Europa, so war sie etwa 1977 die Filmpartnerin von Jean-Paul Belmondo in der französischen Filmkomödie Ein irrer Typ. Trotz ihrer vielen Hauptrollen in populären Filmen galt sie Kritikern häufiger „mehr als Sexgöttin denn als Schauspielerin“, und nach dem Misserfolg des Films C.R.A.S.H. im Jahr 1976 war sie in Hollywood nicht mehr stark nachgefragt. Den größten Kritikerfolg ihrer Karriere erlebte sie mit Die drei Musketiere, für den sie 1975 den Golden Globe Award in der Kategorie Beste Hauptdarstellerin – Komödie oder Musical erhielt.
Ende der 1970er Jahre zog sie sich vorübergehend aus dem Filmgeschäft zurück. 1978 hatte sie einen US-Fernsehauftritt in der populären Fernsehserie The Muppet Show. 1979 war sie im Männermagazin Playboy zu sehen. In den 1980er Jahren erteilte Welch Aerobic-Unterricht auf Videos, die sich sehr gut verkauften. 1982 versuchte sie sich mit mäßigem Erfolg als Musical-Darstellerin am Broadway. Erfolgreicher war sie in den 1990er Jahren mit der Produktion Victor/Victoria nach der gleichnamigen Filmkomödie. Hinzu kamen einige Fernsehfilme. Ab den späten 1990er Jahren war sie auch wieder im Kino zu sehen. So hatte sie 2001 eine kleine Rolle in dem Kinohit Natürlich blond neben Reese Witherspoon. Es folgten noch ein paar Film- und Fernsehproduktionen, zuletzt trat sie 2017 in der Fernsehserie Date My Dad in Erscheinung und spielte im selben Jahr in der Komödie How to Be a Latin Lover mit. Ihr Schaffen umfasst mehr als 70 Produktionen.

### Weitere Aktivitäten
Welch versuchte sich hin und wieder als Sängerin, so 1970 in dem Fernsehspecial Raquel!, 1977 mit der Disco-Single L’animal aus dem gleichnamigen Film und zehn Jahre später mit der Single This Girl’s Back in Town. 1975 trat sie gemeinsam mit Cher in deren Sendung auf. Der Musiker Shel Silverstein widmete ihr im Jahr 1970 das Lied Raquel Welch.
Im März 2010 veröffentlichte Welch unter dem Titel Raquel: Beyond the Cleavage ihre Autobiografie.

### Familie und Tod
Im Jahr 1959 heiratete sie ihren Schulfreund James Welch. Der Ehe, die 1964 wieder geschieden wurde, entstammen zwei Kinder. Die Tochter Tahnee Welch wurde ebenfalls Schauspielerin. Von 1967 bis 1972 war Raquel mit Patrick Curtis verheiratet. Danach war Welch mit dem Kostümbildner Ron Talsky liiert. Auf ihn folgten noch Ehen mit Andre Weinfeld (1980–1990) und mit dem Restaurantbetreiber Richard Palmer (1999–2003). Nach den vier geschiedenen Ehen lebte sie im Alter nach eigenen Angaben „glücklich alleinstehend“ in ihrem Haus in Beverly Hills.
Raquel Welch starb im Februar 2023 im Alter von 82 Jahren nach kurzer Krankheit.

## Filmografie (Auswahl)
- 1964: Madame P. und ihre Mädchen (A House is not a Home)
- 1964: König der heißen Rhythmen (Roustabout)
- 1965: A Swingin’ Summer
- 1966: Die Gespielinnen (Le Fate)
- 1966: Spara forte, piu forte, non capisco
- 1966: Eine Million Jahre vor unserer Zeit (One Million Years B.C.)
- 1966: Die phantastische Reise (Fantastic Voyage)
- 1967: Das älteste Gewerbe der Welt (Le plus vieux métier du monde)
- 1967: Mephisto ’68 (Bedazzled)
- 1967: Feuerdrache (Fathom)
- 1968: Die Platinbande (The Biggest Bundle of Them All)
- 1968: Bandolero (Bandolero!)
- 1968: Die Lady in Zement (Lady in Cement)
- 1969: Tote Bienen singen nicht (Flareup)
- 1969: Magic Christian (The Magic Christian)
- 1969: 100 Gewehre (100 Rifles)
- 1970: Myra Breckinridge – Mann oder Frau? (Myra Breckinridge)
- 1970: Heißkaltes Blut (The Beloved)
- 1971: In einem Sattel mit dem Tod (Hannie Caulder)
- 1972: Auf leisen Sohlen kommt der Tod (Fuzz)
- 1972: Round Up (Kansas City Bomber)
- 1972: Blaubart (Barbe bleu)
- 1973: Die drei Musketiere (The Three Musketeers)
- 1973: Sheila (The Last of Sheila)
- 1974: Die vier Musketiere – Die Rache der Mylady (The Four Musketeers)
- 1975: The Wild Party
- 1976: C.R.A.S.H. (Mother, Jugs & Speed)
- 1977: Ein irrer Typ (L’Animal)
- 1978: Der Prinz und der Bettler (Crossed Swords)
- 1978: Die Muppet Show (Staffel 3, Folge 11, Fernsehserie, Gaststar)
- 1979: Mork vom Ork (Mork & Mindy, Fernsehserie, zwei Folgen)
- 1982: Die neun Tage wandert (The Legend of Walks Far Woman) (Fernsehfilm)
- 1987: Das Recht zu sterben (Right to Die) (Fernsehfilm)
- 1989: Taifun vor Raval (Trouble in Paradise, Fernsehfilm)
- 1994: Die nackte Kanone 33⅓ (The Naked Gun 33⅓: The Final Insult)
- 1995: Superman – Die Abenteuer von Lois & Clark (Lois & Clark: The New Adventures of Superman, Fernsehserie, eine Folge)
- 1996: Sabrina – Total Verhext! (Sabrina, the Teenage Witch, Fernsehserie, eine Folge)
- 1997: Seinfeld (The Summer of George, Fernsehserie)
- 1997–2000: Chaos City (Fernsehserie, drei Folgen)
- 1998: Verrückt nach ihr (Folle d’elle)
- 1998: Der Chaotenboss (Chairman of the Board)
- 2001: Natürlich blond (Legally Blonde)
- 2001: Tortilla Soup – Die Würze des Lebens (Tortilla Soup)
- 2004: Meine wilden Töchter (8 Simple Rules, Fernsehserie)
- 2006: Forget About It
- 2008: Welcome to the Captain (Fernsehserie, fünf Folgen)
- 2012: CSI: Miami (Fernsehserie, Folge Rest in Pieces)
- 2013: House of Versace – Ein Leben für die Mode (House of Versace) (Fernsehfilm)
- 2015: The Ultimate Legacy (Fernsehfilm)
- 2017: How to Be a Latin Lover
- 2017: Date My Dad (Fernsehserie, 10 Folgen)

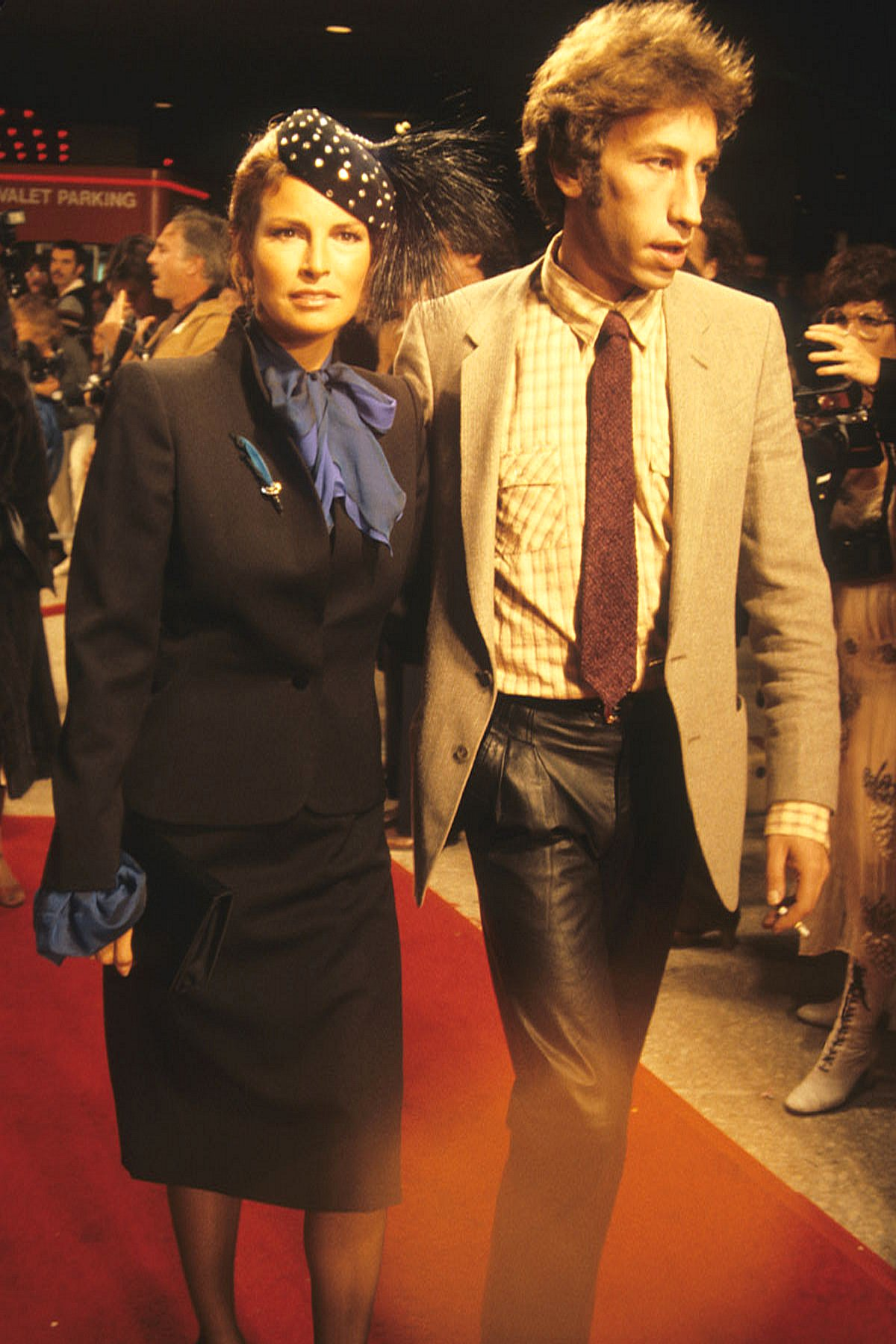
Raquel Welch, 1979 (mit ihrem dritten Ehemann Andre Weinfeld)

## Auszeichnungen (Auswahl)
- 1975: Golden Globe Award in der Kategorie Beste Hauptdarstellerin – Komödie oder Musical für Die drei Musketiere
- 1989: Nominierung für den Golden Globe Award in der Kategorie Beste Hauptdarstellerin – Mini-Serie oder TV-Film für Right to Die
- 1994: Stern auf dem Hollywood Walk of Fame (am 7021 Hollywood Boulevard)